# Chateau Montelena Winery
Die Weinkellerei Chateau Montelena ist das älteste Weingut im kalifornischen Weinbaugebiet Napa Valley AVA, USA.
Im Jahr 1882 erwarb der Unternehmer Alfred L. Tubbs aus San Francisco 103 Hektar Land am Fuß des Mount Saint Helena, zwei Meilen nördlich von Calistoga. Schon nach vier Jahren exportierte er seinen Wein nach Frankreich. Während der Prohibitionszeit in Amerika (1920 bis 1933) stand die Kellerei still. Nachdem das Verbot aufgehoben wurde, nahm die Familie Tubbs den Betrieb der Weinkellerei wieder auf, bis sie diese 1958 verkaufte.
Das Weingut ging in die Hände des Ehepaares Yort und Jeanie Frank über, die neben dem Weinbau auch eine Pension in den historischen Gebäuden eröffneten. Unter der Führung des Winzers Mike Grgich und des Önologen James Barrett wurde der Weingarten neu angelegt und modernisiert. 1972 wurde der erste Wein aus der Zinfandel-Traube produziert.
Vier Jahre später, also im Jahr 1976, kam Chateau Montelena bei der Weinjury von Paris zu internationaler Anerkennung. In einer Blindverkostung verwies der 1973er Chateau-Montelena-Chardonnay alle anderen Chardonnays inkl. der führenden weißen Burgunder auf die Plätze.
Im Juli 2008 wurde bekannt, dass Michel Reybier, Eigner des Bordeaux Weinguts Château Cos d’Estournel, Chateau Montelena von Jim und Bo Barrett übernahm. Über die Kaufsumme wurde Stillschweigen vereinbart. Die Leitung des Tagesgeschäfts obliegt seit dem Weinjahrgang 2008 Bo Barrett, Greg Ralston, dem Kellermeister von Cos d’Estournel Dominique Arangoits, sowie Jean-Guillaume Prats, Geschäftsführer von Cos d’Estournel. Im November 2008 wurde die Vereinbarung jedoch gekündigt. Das Weingut verbleibt weiter im Besitz der Familie Barrett.